# Voenizdat
La Maison d'édition militaire du Ministère de la Défense de la fédération de Russie (pendant l'ère soviétique), est l'une des plus anciennes et des plus importantes maisons d'édition d'État de l'URSS et de la Russie.
Les abréviations sont Voenizdat, VI.

## Objectif
La maison d'édition produit de la littérature de service (ouverte et fermée) pour les besoins du Ministère russe de la Défense, des produits imprimés personnalisés pour d'autres ministères et départements, des organisations publiques et des particuliers, ainsi que ses propres livres et affiches.
Elle publie également de la littérature de fiction et historique, des dictionnaires et des ouvrages de référence.

## Historique
Le 25 octobre 1919, sur ordre du Conseil militaire révolutionnaire (ru) de la République, un département littéraire et d'édition est créé à Moscou au sein du département politique (PUR (ru)) du Conseil militaire révolutionnaire sous le nom de Litizdat PUR, à partir duquel commence l'histoire de la Maison d'édition militaire.
En 1924, elle est transformée en maison d'édition militaire d'État (VOENGIZ), qui fait partie de l'OGIZ (ru).
En 1936, Voyengiz est transféré au département militaire de l'URSS. La maison d'édition est rebaptisée Maison d'édition militaire du Commissariat du peuple à la défense de l'URSS et fonctionne sous ce nom jusqu'en 1946.
Par décret du Présidium du Soviet suprême de l'URSS du 22 février 1968, la Maison d'édition militaire est décorée de l'Ordre du Drapeau rouge du Travail pour son travail fructueux dans l'édition de littérature militaire, politique et artistique en URSS et dans le cadre du 50e anniversaire de l'armée et de la marine soviétiques du Soviet suprême de l'URSS.
Plusieurs séries de livres ont été publiées : Mémoires de guerre, Histoires racontées par les soldats du front, etc.
Dans le système du Goskomizdat (ru) de l'URSS dans les années 1980, la maison d'édition fait partie du principal bureau éditorial de la littérature sociale et politique. En 1987, son adresse est le 1, rue Zorge (ru), Moscou, 103160. De 1979-1990, les indicateurs de l'activité éditoriale de la maison d'édition étaient les suivants :
|                                                     | 1979     | 1980     | 1981     | 1985     | 1987     | 1988    | 1989     | 1990     |
| --------------------------------------------------- | -------- | -------- | -------- | -------- | -------- | ------- | -------- | -------- |
| Nombre de livres et de brochures, unités imprimées  | 1 267    | 1 208    | 1 326    | 1 456    | 1 354    | 1 261   | 1 105    | 957      |
| Tirage, en millions d'exemplaires                   | 23,5373  | 24,5394  | 27,2985  | 24,6353  | 25,7749  | 23,9645 | 20,956   | 16,6411  |
| Impressions de feuilles imprimées (ru), en millions | 325,3176 | 332,4842 | 301,5851 | 319,8733 | 299,7335 | 313,237 | 286,4784 | 243,7579 |

Depuis 1992, Voenizdat est une entreprise unitaire de l'État fédéral (ru).
En 2008, l'éditeur crée voenizdat.com.
En 2009, la maison d'édition militaire FGUP du ministère de la défense de la Fédération de Russie a été transformée en maison d'édition militaire JSC (Voenizdat), avec inclusion dans la société par actions Krasnaya Zvezda,.

## Séries
- Bibliothèque des jeunes
- Série de bibliothèques
- Mémoires de guerre
- Le passé héroïque de notre patrie
- Défense civile de l'URSS
- Commandants et chefs militaires soviétiques
- Le mode de vie soviétique. Principales caractéristiques, contenu, avantages